# サンダードラゴン2
サンダードラゴン2（THUNDER DRAGON 2, 雷龍2）はNMKが制作し、1993年10月にサミー工業が販売した業務用ビデオゲーム。性能の異なる2種類の機体を選択して敵を撃破する縦スクロールシューティングゲームである。
1991年9月に発売された『サンダードラゴン』の続編ではあるが、設定の共通点は少ない。

## ゲーム内容

### 操作方法
8方向レバーと2ボタンを使う。ボタンは左からA、Bボタンと表記する。
- レバー：自機の移動

- Aボタン：ショット発射。ミサイル装備時は同時にミサイルも出る。なお、ミスするとショットは1段階パワーダウンしミサイル装備を失うが、その場で復帰する。

- Bボタン：ボム（8発までストック可）。ゲーム開始時とミス後復帰時は3発所持して出撃する。なお、ボムで敵にダメージを与えた分には打ち込み点が発生しない。

### 自機の性能の違い
本作は1人プレイ時にも1P側、2P側のどちらでも始めることができる。それぞれのプレイヤー側で自機が異なり、それぞれ違う性能を持つ。
1プレイヤー側は扇状に広がる5WAYショット（最初は2WAY）、自機の正面から直進するミサイルで、低速タイプ。ボムの名称はバスタースネークで、発動地点から前方を進むように連続爆撃する。
2プレイヤー側は移動速度が速く、敵機をある程度自動的に追尾するミサイルを装備する。メインショットは直線方向かつ攻撃範囲は狭いが、連射力が高い。ボムの名称はトールハンマーで、単発だが巨大な爆発を起こす。

### 早回し
本ゲームは空中敵を早く撃破することで敵出現テーブルを早めてより多くの敵を撃破可能となる。さらに後述する高得点アイテムを出現させられるため、ハイスコア狙いでは必須のテクニックである。
ボムのストックボーナスの仕様（アイテムの節を参照）により、ボムを満タンに保たなくてもボーナスを最大限取り続けることが可能で、満タンから1個減らす分には使っても損にならない。ボムを緊急回避のためでなく敵機の速攻破壊のために使う方法が有効である。

### アイテム
- P パワーアップ。取ると自機のショットが一段階パワーアップ。最大ショットパワー時に取得すると5000点。
- M ミサイル。取るとAボタンを押すとショットと同時にミサイルが射出される。ミサイル装備時に取得すると5000点。ミサイル非装備時でも出現してすぐに取れば5000点。
- B ボム。ボムのストックが一発増える。最大8発までストック可能。7発以上ストック時に取ると10000点が加算される仕様となっており、ストックが満タン（8発）の時に取った場合だけでなく「満タンになった時」（7発→8発）もボーナス点が入るのが特徴。

以下、得点アイテムについて述べる。
- 青:取ると1000点（固定）。3つ取るとボム出現。
- 紫（小）:取ると500点（固定）。
- 紫（中）:取ると100→500→1000→2000→…以後、取得するごとに1000点ずつスコアが跳ね上がり最終的に10000点へ達する。ミスをすると100点から育て直しとなる。
- 紫（大）:特定の空中敵編隊を全滅する、あるいは主に前述した空中敵の早回しで出現する黒い大型戦闘機を撃破すると出る。50000点ボーナス。

いかに早回しで紫（大）アイテムを出させるか、ミスせず紫（中）アイテムを取り続けられるかがハイスコア狙いのカギとなる。

### ステージ開始の文字
ステージ開始時の文字を撃って破壊することができ、スコアが加算される。文字の全破壊に成功するとボムアイテムが出現する。ステージ1は得点アイテム紫（大）。スタッフロールの文字でも点数が入る。

## 音楽
並木学が作曲（スタッフロールでは"三TARO"名義）。ただし、3面、4面BGMのソロ部分はHIDE-KAZによる。
音源にはヤマハYM2203を1つ、沖電気MSM6295を2つ使用している。
2011年12月にサウンドトラックCDが発売。

## 移植版
| No. | タイトル          | 発売日        | 対応機種                      | 開発元     | 発売元     | メディア                              | 備考                                                             |
| --- | ----------------- | ------------- | ----------------------------- | ---------- | ---------- | ------------------------------------- | ---------------------------------------------------------------- |
| 1   | サンダードラゴン2 | 2022年2月10日 | PlayStation 4 Nintendo Switch | ハムスター | ハムスター | ダウンロード (アーケードアーカイブス) | 「こだわり設定」でゲームスピードの調整、使用機体の切り替えが可能 |

## スタッフ
- プランニング:W.W.MIYAKAWA
- プログラマー:ORE-DAYO
- CO-プログラマー:RYU KIKUCHI
- グラフィック:IKEZU-KENJI💋、KATE SEKI、GAKU ARITA、ANIKI NISIMURA、UISAKU ORIGAMI
- サウンドクリエイター:三TARO(並木学)
- サウンドアドバイザー:HIDE-KAZ(秀谷和則)
- スペシャルサンクス:NAGAMINE ANI